# Martha Cerda
Martha Cerda (Guadalajara, México, 29 de noviembre de 1945) es una escritora mexicana. Ha escrito más de treinta libros, entre ellos se encuentran cuentos, novelas, poesías, ensayos y teatro.

## Biografía
Martha Cerda, es originaria de Guadalajara. Estudió Derecho en la Universidad Autónoma de Guadalajara. Ha sido coordinadora general del IV Simposium Internacional de Crítica Literaria y Escritura de Mujeres de América Latina; miembro del consejo editorial de La Luciérnaga Editores; directora fundadora de la Escuela de Escritores de la SOGEM en Guadalajara, Jalisco. Presidenta del Centro Guadalajara del pen Internacional. Miembro del Seminario de Cultura mexicana, corresponsalía Guadalajara, del que ha sido Secretaria y Tesorera.
En 1988 fundó la Escuela de escritores SOGEM de Guadalajara. Ha participado en congresos y también ha dado conferencias en Estados Unidos, Puerto Rico, Canadá, Argentina, Chile, Francia, Inglaterra, República Checa, Italia, Alemania, Grecia y Australia. En 1994, en la Feria del Libro Latinoamericano organizada por la Universidad de Illinois, Carlos Fuentes que es uno de los autores más destacados de su país y de las letras hispanoamericanas, se refirió a Martha Cerda como: "una de las escritoras que está haciendo la nueva literatura mexicana".
En el año 2002, Martha Cerda fue una de los cien escritores de todo el mundo invitados a seleccionar las mejores obras de la literatura, para la “Biblioteca Universal de la Literatura”, en Oslo, Noruega. De México sólo fueron invitados Carlos Fuentes y ella.
También ha participado en múltiples congresos de escritores y ha sido invitada por universidades de México, Estados Unidos, América Latina y Europa. Su obra ha sido objeto de estudio de críticos literarios mexicanos y extranjeros.

## Ocupación
Martha es una dramaturga, narradora y poeta mexicana que a lo largo de su carrera se ha podido destacar tanto nacional como internacionalmente ya que la mayoría de sus obras se han traducido al inglés y al francés.

## Obras
Entre sus obras destacan los libros de cuentos: 
- Juego de damas (1988)
- De tanto contar (1993)
- Las mamás, los pastores y los hermenautas (1995)

Las novelas: 
- La señora Rodríguez y otros mundos (1990)
- Y apenas era miércoles (1993)
- Cerradura de tres ojos (1997)
- Toda una vida (1998)
- En el nombre del nombre (2001)
- Ballet y danza (2001).

La poesía: 
- Cohabitantes (1995)

El teatro: 
- Todos los pardos son gatos (1996).

## Premios y reconocimientos
Ha recibido numerosos reconocimientos nacionales e internacionales, entre ellos, fue becaria del National Endowment for the Arts, en 1993 y su novela Tutta una vita, (Editorial II Saggiatore) recibió el Premio al Mejor Libro de Ficción, otorgado por la Asociación de Libreros Italianos, en el año 1998. También en 1998 recibió el Premio Jalisco en Letras. En el año 2007 obtuvo el Premio Nacional de Novela Jorge Ibargüengoitia, por su novela Señuelo.